# Лопеш, Лейла
Лейла Ло́пеш (порт. Leila Luliana da Costa Vieira Lopes; род. 26 февраля 1986 года в Бенгеле) — ангольская модель, победительница конкурса Мисс Вселенная 2011.

## Юность
Её родители эмигрировали из Кабо-Верде в Бенгелу (Ангола). Лопеш изучала бизнес-менеджмент в бизнес-школе в Ипсвиче (Великобритания), где она получила титул Miss Angola UK 8 октября 2010 и представляла ангольскую коммуну на конкурсе Мисс Ангола.

## Участие в конкурсах

### Мисс Ангола
Лопеш, рост которой 180 см, победила на конкурсе Мисс Ангола. Она стала лучшей из 22 участниц конкурса. Конкурс Мисс Ангола прошёл в Луанде 18 декабря 2010 года, где она получила премию Photogenic Award и право представлять Анголу на конкурсе Мисс Вселенная 2011.

### Мисс Вселенная 2011
Лейла Лопеш выиграла конкурс, который прошёл в Сан-Паулу (Бразилия) 12 сентября 2011 года. Следующей чернокожей девушкой получившей этот титул стала Зозибини Тунзи в 2019 году.

## После конкурса
Лейле Лопеш приходилось защищать свой титул — все три своих титула, — от обвинений в подделке документов, которые позволили ей принять участие в самом первой конкурсе «Мисс Ангола в Великобритании 2010». Лейла заявила ещё в сентябре 2015 года, что все эти обвинения — ложь и клевета, и что она жила в Великобритании к тому времени уже четыре года, два из которых училась в университете.

## Личная жизнь
С февраля 2013 года помолвлена с бывшим футболистом Оси Уменйиором, 29 мая 2015 года состоялась свадьба пары в Луанде, Ангола.
У пары двое детей